# Booksharing
Booksharing (aus dem Englischen, auf Deutsch in etwa „gemeinsames Nutzen von Büchern“), im englischen Sprachraum auch book sharing, book exchange oder book swapping genannt, ist das gegenseitige Zurverfügungstellen von Büchern jeder Art in weitgehend nichtkommerziellen Netzwerken und Online-Communitys. Möglich ist alternativ oder kombiniert Tauschen, Verleihen/Leihen oder Schenken/Verschenken. Die gegenseitige Nutzung wird virtuell und angemeldet über Internet-Plattformen, real und anonym an bestimmten Orten oder kombiniert organisiert. Booksharing wird weltweit praktiziert, vor allem in den Vereinigten Staaten und Europa.

## Hintergrund
Der Begriff Booksharing tauchte erstmals um 2000 in den USA im Umfeld der Denkschule einer alternativen Cooperative Economy, Shareconomy oder Collaborative Consumption (Wirtschaft oder Konsum auf Gegenseitigkeit nach dem Prinzip der Nachhaltigkeit). Der Begriff setzte sich in Deutschland nur zögernd durch, ebenso bekannt war der Begriff Bookcrossing oder BookCrossing, eine Sonderform von Booksharing mit einer festeren Struktur und Organisation sowie kommerziellen Interessen. Eines der wenigen sozialen Netzwerke in Deutschland, die sich als Anbieter für Booksharing bezeichneten, war Bookelo mit Sitz in München. Der Dienst wurde jedoch inzwischen eingestellt.

## Vom selbstgezimmerten Bücherkasten zum Internet

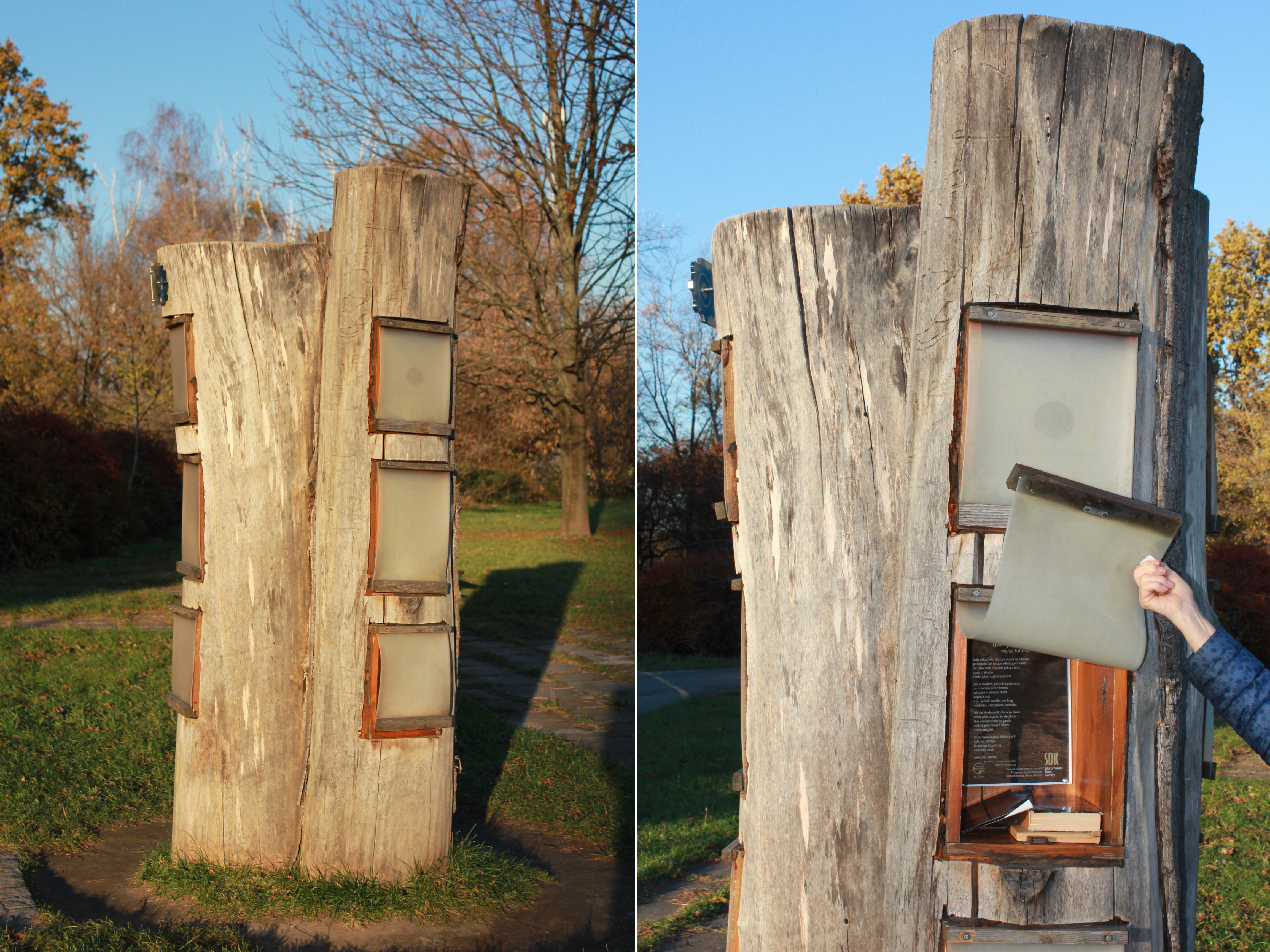
Eine Buchtauschbibliothek in Baumstämmen in einem Warschauer Park (2021)

In anderen Lebensbereichen entspricht Booksharing vom Grundprinzip her der Teilhabe am Wirtschaftsgeschehen auf Gegenseitigkeit. Bekannt sind Organisationsformen wie Carsharing (Autos), der Kleiderkreisel (Bekleidung) oder CouchSurfing (Reisen). Außerhalb des Internets gibt es Booksharing als eine Art unorganisierte Graswurzelbewegung für Bücherfreunde, die Bücher tauschen wollen, schon lange. Solche Bewegungen entstanden vor allem in urbanen, kleinen lesefreudigen Nachbarschaften in den USA, etwa im New Yorker Literaten-Stadtbezirk Brooklyn, in Portland, Oregon, aber auch in Intellektuellen-Vierteln in Moskau und in Berlin am Prenzlauer Berg. Dort werden die Bücher entweder planlos irgendwo, etwa auf Bänken, oder in selbstgezimmerten, manchmal an Vogelnistkästen erinnernden Bücherkästen für ein anonymes und kostenloses Booksharing ausgewildert (siehe öffentlicher Bücherschrank). Erwünscht, aber nicht zwingend ist es, ein eigenes Buch als Ersatz für das entnommene zu deponieren. Anders als das straff durchorganisierte Bookcrossing, das diese sozial-nachbarschaftlichen urbanen Traditionen des Bücherauswilderns aufgreift, ist diese Ur-Form von Booksharing meist eher unstrukturiert. Eine organisierte Form ist das Projekt Little Free Library mit Sitz in Wisconsin, das 2012 mit einer Internet-Plattform rund 5000 weltweit registrierte Nutzer hatte. Die Grundidee war, in Form kleiner, selbstgezimmerter Bibliotheken nach Art von Puppenhäusern Bewohner aus der Nachbarschaft vor allem in ländlichen Regionen regelmäßig mit Büchern und Lesefutter im Booksharing-System zu versorgen. Dieses Modell hat weltweit eine Reihe von Nachahmern. Auch in Deutschland hat Little Free Library mittlerweile Unterstützer. Weltweit hat das Projekt inzwischen 75.000 Standorte in 88 Ländern. Booksharing wird neu definiert als erweiterter Bibliotheksbegriff und gilt z. T. als Nachfolgemodell der Stadtbibliothek. Vor allem in ländlichen Regionen bilden Booksharing-Plattformen eine neue Mischform aus digitaler Bibliothek und privat organisierten realen Leihbüchereien.

## BookMooch als Pionier für Büchertausch-Plattformen
Als einer der Gründerväter von Booksharing als digitaler Plattform zum Tausch der eigenen Bücher mit denen anderer Bücherfreunde gilt der in den USA lebende Brite John Buckman. Der Internet-Entrepreneur und studierte Philosoph entwickelte in den 1990er Jahren die Idee für die Plattform BookMooch im kalifornischen Berkeley. BookMooch ist mittlerweile einer der größten und am professionellsten auftretenden Internet-Plattformen für Booksharing nach dem Tausch-Prinzip und auch in Deutschland vertreten. Büchersammler Buckman hatte sich geärgert, weil viele gute Bücher gebraucht über Billiganbieter im Internet verramscht wurden. Andererseits fand er rare und nicht mehr lieferbare Bücher nur noch überteuert in Online-Antiquariaten. So kam dem Internet-Unternehmer die Idee mit Booksharing, um Bücher nach persönlichem Interesse mit Gleichgesinnten über eine Plattform im Internet auszutauschen. Das Booksharing erfolgt über ein Punktesystem. Die Mitglieder können sich weltweit kostenlos bei BookMooch registrieren und eigene Bücher anbieten. Sobald sie ein Buch auf die Reise geschickt haben, erhalten die Mitglieder Punkte, mit denen sie Bücher ihrer Wahl unabhängig von deren realem Wert auf dem Buchmarkt eintauschen können. BookMooch organisiert zudem Charityprojekte und verteilt kostenlos Bücher an Kinderkrankenhäuser und finanziell eingeschränkte kleine Stadtbibliotheken sowie Gefängnisse. Neben dem wesentlich bekannteren Booksharing-Pionier Bookcrossing zählt BookMooch zu den größeren über das Internet organisierten Booksharing-Communitys mit rund 500.000 Büchern im Tauschangebot. Der Gründer zieht mittlerweile über Amazon-Verkäufe von der Plattform aus sowie freiwilliges Funding durch Mitglieder Profit, die Mitgliedschaft bleibt kostenfrei. Jedes 20. über BookMooch getauschte Buch wurde zuvor bei Amazon gekauft. 2013 entstand an der Universität Maryland eine Doktorarbeit über BookMooch.

## Goodreads und andere Plattformen für Bücheraustausch
Weitere Plattformen und Netzwerke für Booksharing meist auf Tauschbasis gibt es in den USA und in Großbritannien. Einige wie BookLikes sind auch in Deutschland aktiv. Die in San Francisco beheimatete Plattform Goodreads hingegen ist eine Sonderform des Booksharings, da die von rund 20 Millionen Usern genutzten und eingestellten Bücher einschließlich Rezensionen von der Community weder getauscht noch geschenkt oder verliehen, sondern ausschließlich digital empfohlen werden können. Sie war die mitgliederstärkste Plattform ihrer Art weltweit und warb mit Käufen bei dem Unternehmen Amazon, das die Plattform 2013 übernahm. Ein ähnlich strukturierter Anbieter für Booksharing in Verbindung mit Social Networking ist die Plattform Copia mit Bücherdiskussionen der Community-Mitglieder in Echtzeit mit Schwerpunkt auf E-Books. Das Projekt Bookcrossing hatte rund 15 Jahre nach seiner Gründung mehr als 1,4 Millionen registrierte Mitglieder, die meisten davon in den USA.

## Bookelo als erste deutsche Booksharing-Plattform
Das 2012 in München gegründete Projekt Bookelo gilt als die bisher einzige rein deutsche Plattform für Booksharing. Die Besonderheit, die Bookelo von anderen Plattformen dieser Art unterscheidet, ist seine Organisation als eine Art riesige Bibliothek. Tauschgeschäfte sind laut den Geschäftsbedingungen von Bookelo ausdrücklich nicht möglich. Anders als bei Goodreads werden die Bücher real verliehen. Wer Mitglied werden möchte, registriert sich kostenlos auf der Plattform und bietet Bücher aus dem eigenen Bestand zum Verleihen an. Umgekehrt können angemeldete Nutzer Leihgesuche für Bücher einstellen. Die einzelnen Modalitäten und die Leihfristen machen die beteiligten Community-Mitglieder unter sich per E-Mail oder Facebook aus. Eine Leihgebühr für Bookelo fällt dabei nicht an, allerdings besteht wie bei BookMooch die Möglichkeit, Bücher über die Plattform bei Amazon zu bestellen. Auch ein Verschenken von Büchern, etwa von nicht mehr benötigten Studienbüchern, ist möglich. Mitglieder bei Bookelo können zudem über die Software der Plattform ihre eigenen Bibliotheksbestände individuell verwalten. In einem Bericht der Süddeutschen Zeitung wurde Bookelo im Februar 2013 als „Bibliothek 3.0“ bezeichnet. Inzwischen wurde der Geschäftssitz nach Puchheim verlegt und die Aktivitäten „für Bücherfreunde auf der ganzen Welt“ erweitert.